# Cryptochetum nonagintaseptem
Cryptochetum nonagintaseptem är en tvåvingeart som beskrevs av Yang 1998. Cryptochetum nonagintaseptem ingår i släktet Cryptochetum och familjen Cryptochetidae.
Artens utbredningsområde är Zhejiang (Kina). Inga underarter finns listade i Catalogue of Life.